# David Bowers
David Bowers (Cheshire, 1970) é um animador, artista de storyboard, cineasta e dublador.

## Carreira
Depois de Roger Rabbit , Bowers trabalhou no Cosgrove Hall nos programas de televisão favoritos do culto, Danger Mouse e Duckula, antes de se mudar para Londres para trabalhar no estúdio de Amblimação de Steven Spielberg . Ele trabalhou como animador em A American Tail: Fievel Goes West antes de trabalhar com freelance para publicar anúncios e recursos. Bowers voltou mais tarde à Amblimation para trabalhar no desenvolvimento da história precoce e como Animador Supervisor no Balto .
Com a fundação do DreamWorks SKG, Bowers mudou-se para Los Angeles para trabalhar como um artista de storyboard em The Prince of Egypt e The Road to El Dorado. Foi durante este período que conheceu Nick Park e Peter Lord da Aardman, que pediram que ele ajudasse o primeiro longa-metragem da Aardman, o aclamado Chicken Run. Ele foi creditado como supervisor de storyboard.
Depois de Chicken Run, Bowers mudou-se entre Los Angeles e Bristol , Reino Unido , trabalhando em vários projetos da DreamWorks e da Aardman , incluindo a comédia animada de animação Shark Tale e o Wallace & Gromit: The Curse of the Were-Rabbit, premiado com o Oscar, antes de dirigir o seu primeiro recurso Flush Away with Sam Fell .
Ele dirigiu uma adaptação cinematográfica do clássico Astro Boy de Osamu Tezuka para Imagi Animation Studios e Summit Entertainment que foi lançado em 2009.
Bowers dirigiu o Diário de um Banana: Rodrick é o Cara , seu primeiro filme de ação ao vivo, que foi lançado nos cinemas em 25 de março de 2011.  Ele também dirigiu o terceiro filme da série, Diary of a Wimpy Kid: Dog Days (2012), bem como o quarto filme, Diary of a Wimpy Kid: The Long Haul (2017).
Em 13 de setembro de 2013, anunciou-se que a Bowers estava em negociações com a Universal Pictures para dirigir uma adaptação cinematográfica em animação/live-action de Clifford the Big Red Dog, de Norman Bridwell. Mas, o filme foi transferido para a Paramount Pictures com Bowers posteriormente substituído por Walt Becker em setembro de 2017. 
Bowers estava desenvolvendo uma adaptação cinematográfica em live-action do popular programa da Nickelodeon, Rugrats, para a Paramount Pictures, sob produção da Paramount Players, para um lançamento em janeiro de 2021, antes de ser retirado do cronograma em novembro de 2019. 

## Filmografia

### Filmes
| Ano  | Título                              | Diretor | Roteirista | Produtor executivo | Notes                                                                           |
| ---- | ----------------------------------- | ------- | ---------- | ------------------ | ------------------------------------------------------------------------------- |
| 2006 | Flushed Away                        | Sim     | Não        | Não                | Codiretor com Sam Fell; Também material adicional de roteiro e vozes adicionais |
| 2009 | Astro Boy                           | Sim     | Sim        | Não                |                                                                                 |
| 2011 | Diary of a Wimpy Kid: Rodrick Rules | Sim     | Não        | Não                |                                                                                 |
| 2012 | Diary of a Wimpy Kid: Dog Days      | Sim     | Não        | Não                |                                                                                 |
| 2017 | Diary of a Wimpy Kid: The Long Haul | Sim     | Sim        | Sim                |                                                                                 |
| 2022 | The Brilliant World of Tom Gates    | Sim     | Sim        | Sim                | Codiretor com Liz Pichon                                                        |